# Extraliga (Tschechien, Schach) 2018/19
Die Extraliga 2018/19 war die 27. Spielzeit der tschechischen Extraliga im Schach.

## Teilnehmende Mannschaften
Für die Extraliga hatten sich mit 1. Novoborský ŠK, Výstaviště Lysá nad Labem, ŠK ZIKUDA Turnov, ŠK Labortech Ostrava, ŠK Slavoj Poruba, GASCO Pardubice, BŠS Frýdek-Místek, Moravská Slavia Brno, Siesta Solution Unichess und ŠK DURAS BVK Královo Pole die zehn Erstplatzierten der Saison 2017/18 qualifiziert, außerdem waren aus der 1. liga západ 2017/18 TJ Slavoj Český Těšín und aus der 1. liga východ 2017/18 die zweite Mannschaft von Siesta Solution Unichess aufgestiegen.
Zu den gemeldeten Mannschaftskadern der teilnehmenden Vereine siehe Mannschaftskader der Extraliga (Tschechien, Schach) 2018/19.

## Modus
Die zwölf Mannschaften spielten ein einfaches Rundenturnier, über die Platzierungen entschieden zunächst die Mannschaftspunkte (3 Punkte für einen Sieg, 1 Punkt für ein Unentschieden, 0 Punkte für eine Niederlage), anschließend die Brettpunkte (1 Punkt für einen Sieg, 0,5 Punkte für ein Remis, 0 Punkte für eine Niederlage).

## Spieltermine
Die Wettkämpfe fanden statt am 3. und 4. November, 1. und 2. Dezember 2018, 12. und 13. Januar, 9. und 10. Februar, sowie vom 19. bis 21. April 2019.

## Saisonverlauf
Výstaviště Lysá nad Labem setzte sich überlegen durch und sicherte sich vorzeitig den Titel. Auch im Abstiegskampf war bereits vor der letzten Runde die Entscheidung gegen TJ Slavoj Český Těšín und die zweite Mannschaft von Siesta Solution Unichess gefallen.

## Tabelle
| Pl. | Verein                                      | Sp | G  | U | V  | MP | Brett-P.  |
| --- | ------------------------------------------- | -- | -- | - | -- | -- | --------- |
| 01. | Výstaviště Lysá nad Labem                   | 11 | 10 | 1 | 0  | 31 | 58,5:29,5 |
| 02. | GASCO Pardubice                             | 11 | 9  | 0 | 2  | 27 | 55,5:32,5 |
| 03. | 1. Novoborský ŠK (M)                        | 11 | 8  | 1 | 2  | 25 | 60,5:27,5 |
| 04. | ŠK ZIKUDA Turnov                            | 11 | 7  | 3 | 1  | 24 | 50,5:37,5 |
| 05. | BŠŠ Frýdek-Místek                           | 11 | 5  | 3 | 3  | 18 | 49,0:39,0 |
| 06. | ŠK DURAS BVK Královo Pole                   | 11 | 4  | 1 | 6  | 13 | 39,5:48,5 |
| 07. | Siesta Solution Unichess I. Mannschaft      | 11 | 3  | 2 | 6  | 11 | 43,5:44,5 |
| 08. | ŠK Slavoj Poruba                            | 11 | 3  | 2 | 6  | 11 | 42,0:46,0 |
| 09. | Moravská Slavia Brno                        | 11 | 2  | 5 | 4  | 11 | 41,0:47,0 |
| 10. | ŠK Labortech Ostrava                        | 11 | 3  | 1 | 7  | 10 | 37,5:50,5 |
| 11. | TJ Slavoj Český Těšín (N)                   | 11 | 0  | 3 | 8  | 3  | 28,0:60,0 |
| 12. | Siesta Solution Unichess II. Mannschaft (N) | 11 | 1  | 0 | 10 | 3  | 22,5:65,5 |

## Entscheidungen
|     | Tschechischer Meister: Výstaviště Lysá nad Labem                                         |
|     | Absteiger in die 1. liga: TJ Slavoj Český Těšín, Siesta Solution Unichess II. Mannschaft |
| (M) | Meister der letzten Saison                                                               |
| (N) | Aufsteiger der letzten Saison                                                            |

## Kreuztabelle
| Ergebnisse | Ergebnisse                              | 01. | 02. | 03. | 04. | 05. | 06. | 07. | 08. | 09. | 10. | 11. | 12. |
| ---------- | --------------------------------------- | --- | --- | --- | --- | --- | --- | --- | --- | --- | --- | --- | --- |
| 01.        | Výstaviště Lysá nad Labem               |     | 4½  | 4½  | 5½  | 4   | 7   | 4½  | 4½  | 5½  | 4½  | 6½  | 7½  |
| 02.        | GASCO Pardubice                         | 3½  |     | 4½  | 3   | 5   | 5   | 4½  | 4½  | 5½  | 7   | 6½  | 6½  |
| 03.        | 1. Novoborský ŠK                        | 3½  | 3½  |     | 4   | 5½  | 6½  | 6   | 5½  | 5   | 6½  | 7½  | 7   |
| 04.        | ŠK Zikuda Turnov                        | 2½  | 5   | 4   |     | 4½  | 5½  | 5½  | 5½  | 4   | 4½  | 4   | 5½  |
| 05.        | BŠŠ Frýdek-Místek                       | 4   | 3   | 2½  | 3½  |     | 4½  | 4   | 4   | 5   | 5   | 5½  | 8   |
| 06.        | ŠK Duras Královo Pole                   | 1   | 3   | 1½  | 2½  | 3½  |     | 2   | 5½  | 4   | 4½  | 6   | 6   |
| 07.        | Siesta Solution Unichess I. Mannschaft  | 3½  | 3½  | 2   | 2½  | 4   | 6   |     | 4½  | 3½  | 3½  | 4   | 6½  |
| 08.        | ŠK Slavoj Poruba                        | 3½  | 3½  | 2½  | 2½  | 4   | 2½  | 3½  |     | 4   | 5½  | 5   | 5½  |
| 09.        | Moravská Slavia Brno                    | 2½  | 2½  | 3   | 4   | 3   | 4   | 4½  | 4   |     | 4   | 4   | 5½  |
| 10.        | ŠK Labortech Ostrava                    | 3½  | 1   | 1½  | 3½  | 3   | 3½  | 4½  | 2½  | 4   |     | 6   | 4½  |
| 11.        | TJ Slavoj Český Těšín                   | 1½  | 1½  | ½   | 4   | 2½  | 2   | 4   | 3   | 4   | 2   |     | 3   |
| 12.        | Siesta Solution Unichess II. Mannschaft | ½   | 1½  | 1   | 2½  | 0   | 2   | 1½  | 2½  | 2½  | 3½  | 5   |     |

## Die Meistermannschaft
| 1.            | Výstaviště Lysá nad Labem |
| Schachfiguren | Ruslan Ponomarjow, Tamir Nabaty, Jewgeni Najer, Konstantin Landa, Wassili Jemelin, Vojtěch Plát, Tomáš Oral, Alexey Kislinsky, Dorian Rogozenco, Vlastimil Jansa, Jan Šuráň, Eduard Meduna, Vítězslav Priehoda |